# 三重県道601号本郷志礼石線
三重県道601号本郷志礼石線（みえけんどう601ごう ほんごうしれいしせん）は、三重県いなべ市を通る一般県道である。

## 概要

### 路線データ
- 起点：いなべ市藤原町本郷（字田尻422番7[1]：本郷交差点、三重県道614号篠立下野尻線交点）
- 終点：いなべ市藤原町志礼石新田（字白瀬野32番2[1]：国道306号交点）
- 総延長：2,942 m

## 歴史
- 1996年（平成8年）4月1日 - 供用開始[1]。

## 路線状況
いなべ市のコミュニティバス「いなべ市福祉バス」が通過する。

## 地理

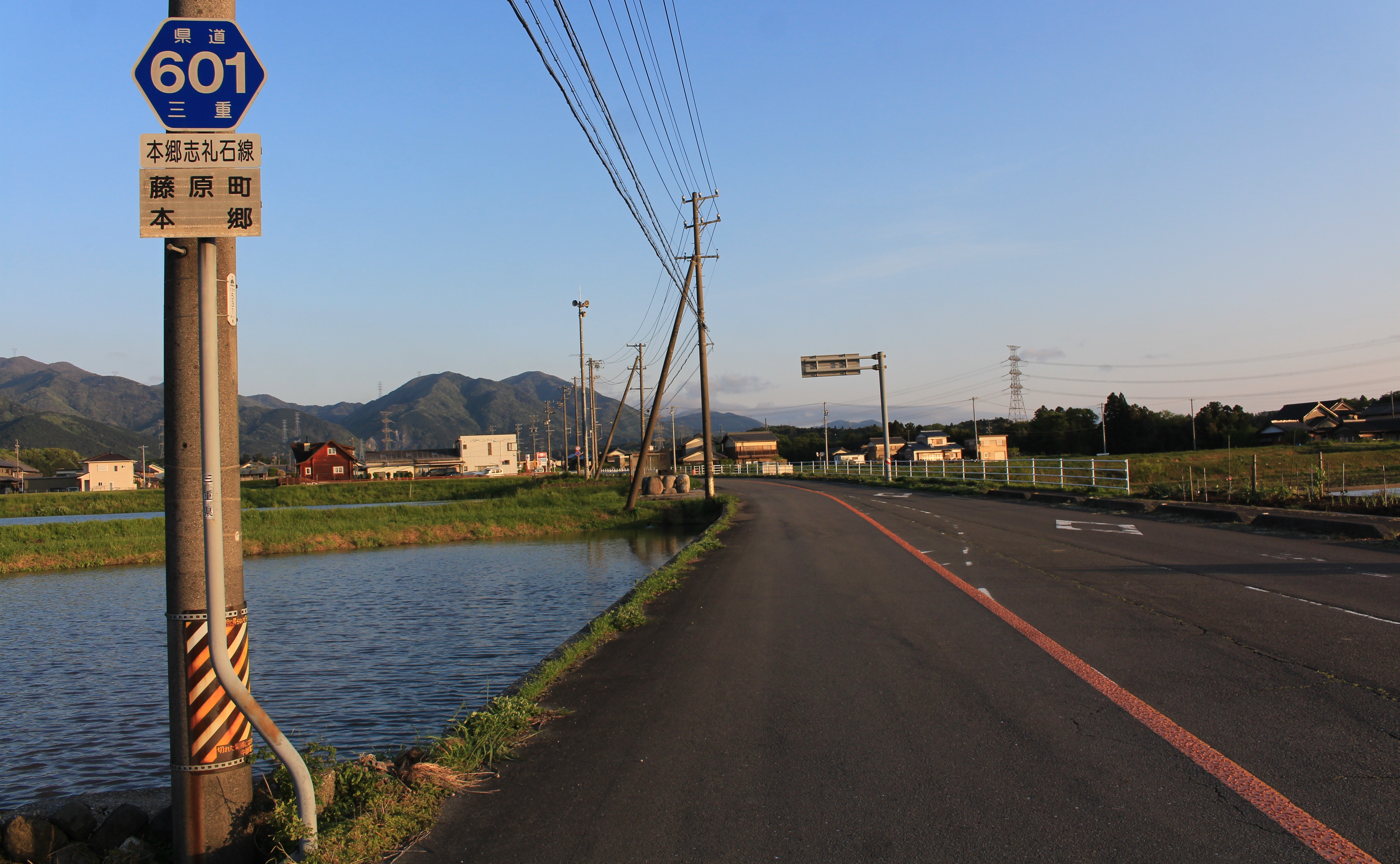
三重県道601号本郷志礼石線、三重県道607号畑毛本郷線との交点北西側、いなべ市藤原町本郷

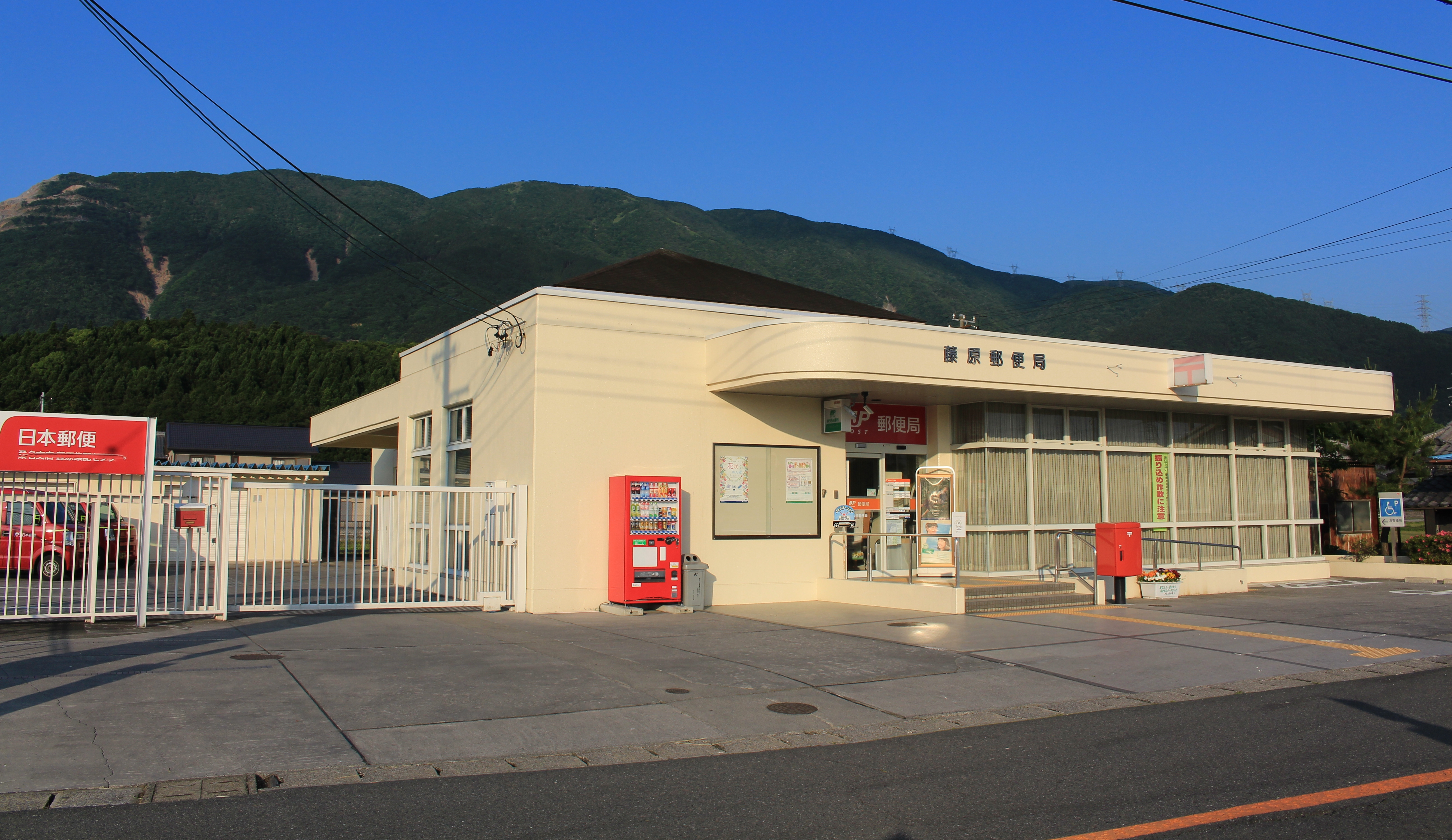
三重県道601号本郷志礼石線から望む藤原岳と沿線にある藤原郵便局、いなべ市藤原町本郷

### 通過する自治体
- 三重県
  - いなべ市

### 交差する道路
| 交差する道路              | 交差する場所     | 交差する場所      |
| ------------------------- | ---------------- | ----------------- |
| 三重県道614号篠立下野尻線 | 藤原町本郷       | 本郷交差点 / 起点 |
| 三重県道607号畑毛本郷線   | 藤原町本郷       |                   |
| 国道306号 国道365号 重複  | 藤原町志礼石新田 | 終点              |

### 沿線
- いなべ市立白瀬小学校
- 藤原郵便局
- JAいなべ白瀬支店
- いなべ市立藤原中学校
- いなべ市役所藤原庁舎
- いなべ警察署 藤原警察官駐在所